# Medialaan 1
Medialaan 1 was het allereerste showbizzmagazine van VTM. De presentatie was in handen van Herbert Bruynseels en Daisy Van Cauwenbergh. In 1998 werd het programma afgevoerd wegens tegenvallende kijkcijfers.

## Concept
Het programma bracht de laatste nieuwtjes uit de showbizzwereld. Artiesten kwamen er hun nieuwe song brengen en er werden nieuwe programma's voorgesteld.
Elk jaar pakte het programma uit met kerstspecial waarin de ploeg met een aantal BV’s op skireis vertrok, wat vaak hilarische tv opleverde.